# КАМС 30
Камс 30 (фр. CAMS 30) је двокрилни двоседи хидроавион у облику чамца намењен за (почетну) основну летачку обуку хидропилота,

## Пројектовање и развој
Пројектант овог авиона је био инж. Рудолф Конфленти творац многих сличних хидроавиона фирме “Савоја”. Прототип је изложен децембра 1922. на париском Аеронаутичком салону. Фабричка испитивања прототипа у лету су обављена на Сени од јануара до марта 1923. године након чега је прототип послат у Сан Рафаел (Saint-Raphaël) на званична испитивања. У фебруару 1924. године приказан је представницима француске морнарице и ваздухопловства, а такође и већем броју страних делегата. Француска Ратна Морнарица је наручила 20 примерака хидроавиона CAMS 30Е који су коришћени у пилотској школи у Берре.

## Технички опис
КАМС 30 је хидроавион у облику чамца, мешовите конструкције, претежно од дрвета и платна. Производио се у Француској у фабрици CAMS (Chantiers Aéro-Maritimes de la Seine) из Париза почетком 1920их. Погонио га је мотор Hispano-Suiza 8Aa снаге 110 kW са потисном дрвеном елисом фиксног корака.

### Варијанте авиона Камс 30
- Камс 30Е - са мотором Hispano-Suiza 8Aa снаге 110 kW
- Камс 30Т - са мотором Hispano-Suiza 8Ab снаге 132 kW

## Земље које су користиле хидроавион Камс 30Е
- Француска
- Пољска
- Краљевина Југославија

## Оперативно коришћење
У току 1924. године, поред Француске која је купила 20 примерака, хидроавионе Камс 30Е купиле су Краљевина СХС и Пољска. Југославија је купила 6 а Пољска 4 апарата.
У Француској овај авион је пратио пех, у првих пет месеци на неким од ових авиона су попуцале затеге а два авиона ју имала удес па су због тога авиони приземљени. После окончане истраге, 14 преосталих хидроавиона Камс 30Е је преправљено. Ипак, већ до краја 1924. године замењени су, ужурбано, хидроавионима Ф. Б. А. 17ХЕ2. Разлог овако брзе замене, поред споменутих удеса, је био што је CAMS био опасан при малим брзинама а имао је и тешке команде за школски хидроавион. Из тог првог модела је касније развијена велика фамилија успешних летећих чамаца Камс.

### Коришћење авиона Камс 30Е у Југославији
Пет хидроавиона CAMS 30Е је уведено крајем 1924. године у службу Поморског Ваздухопловства Краљњвине Југославије (ПВКЈ), практично истовремено са првим домаћим хидроавионима Икарус Шм. Шести примерак је стигао почетком 1925. године.
Команда ПВКЈ је наменски наручила Камс-ове да би хидропилоти могли да изводе летове на 5000 метара у одређеном трајању, што је био услов за стицање звања дипломираног војног хидропилота. Међутим, показало се да Камс-ови нису дорасли овом задатку јер су имали лошије карактеристике од оних наведених у спецификацији фабрике. У служби ПВКЈ су се задржали до 1931. године.